# نظریه کنش متقابل اجتماعی
نظریه کنش متقابل اجتماعی (به انگلیسی: Social interactionist theory)؛ (اخنصار: SIT، ن‌ک‌م‌ا) توضیحی در مورد رشد زبان است که بر نقش کنش متقابل اجتماعی بین کودک در حال رشد و بزرگسالان آگاه از نظر زبانی تأکید دارد. این تا حد زیادی بر اساس نظریه‌های اجتماعی - فرهنگی، لو سمینویچ ویگوتسکی (۱۷ نوامبر۱۸۹۶–۱۱ ژوئن ۱۹۳۴) روان‌شناس مارکسیست روسی است.

## مراحل اولیه
رویکرد به پژوهش اکتساب زبان بر سه حوزه متمرکز شده‌است: 
1. رویکرد شناختی به فراگیری زبان یا نظریه رشد مرحله‌ای ژان پیاژه،
2. رویکرد پردازش اطلاعات یا مدل پردازش اطلاعات برایان مک وینی و الیزابت بیتس (مدل رقابت)،
3. رویکرد کنش متقابل اجتماعی یا مدل تعامل اجتماعی لو ویگوتسکی (نظریه اجتماعی - فرهنگی).

اگرچه پژوهش‌های اولیه اساساً توصیفی در تلاش برای توصیف توسعه زبان از نقطه نظر توسعه اجتماعی بود، اخیراً، پژوهشگران در تلاش بوده‌اند تا انواع مختلفی از اکتساب را توضیح دهند که در آنها عوامل یادگیرنده منجر به اکتساب متفاوت از طریق فرایند اجتماعی شدن می‌شود. نظریه «رویکرد کنش متقابل اجتماعی» نامیده می‌شود.

## نظریه فرهنگی - اجتماعی
ویگوتسکی، روان‌شناس و ساخت‌گرایی اجتماعی، پایه‌ای را برای دیدگاه تعامل‌گرایان در مورد فراگیری زبان پایه‌گذاری کرد. به گفته ویگوتسکی، تعامل اجتماعی نقش مهمی در فرایند یادگیری ایفا می‌کند و منطقه توسعه نزدیک (ZPD) را پیشنهاد کرد که در آن زبان آموزان زبان جدید را از طریق تعامل با واسطه اجتماعی می‌سازند. نظریه توسعه اجتماعی ویگوتسکی توسط جروم برونر پذیرفته شد و در جهان غرب برجسته شد. که پایه‌های مدلی از رشد زبان را در زمینه تعامل بزرگسال و کودک پایه‌گذاری کرد.
تحت رویکرد کنش متقابل اجتماعی، رشد زبانی کودک در ساخت کودک از دنیای اجتماعی رخ می‌دهد که به عنوان «مدل اجتماعی-شناختی» نیز شناخته می‌شود. (در مقابل، رفتارگرایی بر نقش شرطی سازی محرک-پاسخ در اکتساب زبان تأکید می‌کند) تحت SIT یا ن‌ک‌م‌ا، عمیق‌ترین سطح بازنمایی در درجه اول هدف ارتباطی و در درجه دوم محتوای معنایی را مشخص می‌کند. این رویکرد به نظریه اکتساب زبان ترکیبی از رویکرد «رفتاری سنتی» و رویکرد «زبانی- معنایی» برای تولید زبان است. تحت SIT، تصور می‌شود که فراگیری زبان متفاوت از سایر نظریه‌های غالب رخ می‌دهد. بر این نکته تأکید می‌کند که چگونه محیط کسب را شکل می‌دهد. این بیشتر با توجه به اکتساب کودکان نسبت به اکتساب بزرگسالان مرتبط است. دو پرسش باز برای SIT باقی مانده‌است:
- اول، «دانش» کودک در مسیر رشد چگونه تغییر می‌کند؟
- دوم، نظام زبانی موجود یک بزرگسال چگونه شکل گرفت یا چگونه بود؟

ادغام گرایان اجتماعی یک سیستم پویا را توصیف می‌کنند که در آن کودکان معمولاً والدین خود را به ارائه تجربه زبانی مناسبی که کودکان برای پیشرفت زبان نیاز دارند، راهنمایی می‌کنند.
در اصل، به ارائه ساختار ارتباطی پشتیبان تبدیل می‌شود که علیرغم اصول ابتدایی، امکان ارتباط کارآمد را فراهم می‌کند. (در مقابل، رویکرد رفتاری بیان می‌کند که کودکان ذینفعان منفعل از تکنیک‌های آموزش زبانی هستند که توسط والدین خود به کار می‌روند. همچنین در مقابل، رویکرد زبان‌شناختی بیان می‌کند که کودکان پردازشگرهای زبانی فعالی هستند که سیستم‌های عصبی در حال رشد آنها رشد را هدایت می‌کنند)

## رشته فعلی
کنش متقابل‌گرایان اجتماعی، مانند آلیسون گوپنیک، اندرو ملتزوف، آنات نینیو، روی پیا، کاترین اسنو و ارنست مورک نظریه‌پردازی می‌کنند که تعامل با بزرگسالان نقش مهمی در فراگیری زبان کودکان دارد. با این حال، برخی از پژوهشگران مانند بامبی بی. شیفلین و الینور اوکس ادعا می‌کنند که داده‌های تجربی که نظریه‌های تعامل‌گرایی اجتماعی بر آنها مبتنی است، اغلب بیش از حد نشان‌دهنده تعاملات والدین - کودکان طبقه متوسط آمریکایی و اروپایی بوده‌اند. مطالعات انسان‌شناختی سایر فرهنگ‌های انسانی، و همچنین خانواده‌های غربی کم‌سواد، نشان می‌دهد که با بسیاری از کودکان جهان به‌گونه‌ای که برای خانواده‌های تحصیل‌کرده غربی صحبت می‌شود، صحبت نمی‌شود، اما با این وجود رشد می‌کنند تا به زبانی کاملاً روان صحبت کنند. کاربران در حال حاضر بسیاری از محققان این موضوع را در تجزیه و تحلیل خود در نظر می‌گیرند.
علاوه بر این، کنش‌گرایان اجتماعی از ادعای نوام چامسکی انتقاد می‌کنند که بر اساس آن ورودی‌های زبانی کودکان توسط بزرگسالانی که آنها را مورد خطاب قرار می‌دهند، پر از خطا و ناپیوستگی است. یکی دیگر از استدلال‌های بومی‌گرایان که کنش‌گرایان شواهد تجربی خلاف آن را ارائه می‌کنند، در دسترس بودن بازخورد منفی در مورد خطاهای کودکان و اصلاح آن‌ها است. مورک (۱۹۹۴) یک متاآنالیز از ۴۰ مطالعه انجام داد و شواهد چشمگیری یافت که اصلاحات واقعاً نقش دارند. از این کار، اصلاحات نه تنها فراوان است، بلکه مشروط به اشتباهات کودک است. (تحلیل رفتار رشد کودک را ببینید).